# Cambogia ai Giochi della XVI Olimpiade
La Cambogia ha partecipato alle Giochi della XVI Olimpiade di Melbourne, svoltisi nel 1956, con una delegazione di 2 atleti. In realtà gli atleti cambogiani non andarono mai in Australia, visto che erano inscritti alle gare di equitazione che si tennero a Stoccolma in Svezia .Per lo Stato asiatico è la prima partecipazione olimpica.

## Equitazione
- Pen Saing (con Pompon)
- Isoup Ghanty (con Flatteur II)